# Copa Libertadores 2021/Faza grupowa
Faza grupowa Copa Libertadores 2021 ma na celu wyłonienie 16 drużyn uprawnionych do gry w fazie pucharowej Copa Libertadores w sezonie 2021, a także 8 drużyn uprawnionych do startu w drugiej rundzie Copa Sudamericana 2021. Rozgrywki wystartowały 20 kwietnia 2021 roku, a zakończą się 27 maja tego samego roku. W każdej z grup, wszystkie zespoły muszą spotkać się ze sobą dwukrotnie, w systemie mecz-rewanż.

## Uczestnicy
Spośród 32 zakwalifikowanych zespołów, 28 miało zagwarantowany udział w fazie grupowej dzięki rezultatom osiągniętym w krajowych rozgrywkach ligowych. Pozostałe 4 drużyny zostały wyłonione w fazie kwalifikacyjnej.

## Podział na koszyki
O podziale na koszyki decydował ranking klubowy CONMEBOL. Przy podziale na koszyki uwzględniono jedynie drużyny, które miały zapewniony start w fazie grupowej, ponieważ losowanie grup odbyło się przed zakończeniem fazy kwalifikacyjnej. W pierwszym koszyku znalazło się siedem najwyżej sklasyfikowanych drużyn + ubiegłoroczny triumfator Copa Libertadores. Do drugiego koszyka trafił zwycięzca Copa Sudamericana 2020, natomiast w ostatnim koszyku umieszczono cztery najniżej sklasyfikowane ekipy plus miejsca dla czterech drużyn, które wygrały swoje dwumecze w decydującej fazie kwalifikacji.
| Kolory w tabeli                                                                  |
| -------------------------------------------------------------------------------- |
| Zwycięzca Copa Libertadores 2020                                                 |
| Zwycięzca Copa Sudamericana 2020                                                 |
| Zespoły zakwalifikowane do udziału w fazie grupowej poprzez awans z kwalifikacji |

| Koszyk 1            |
| Drużyna (M)         |
| ------------------- |
| SE Palmeiras (4)    |
| River Plate (1)     |
| CA Boca Juniors (2) |
| Club Nacional (5)   |
| CR Flamengo (6)     |
| Cerro Porteño (11)  |
| Olimpia (12)        |
| São Paulo FC (113)  |

| Koszyk 2                  |
| Drużyna (M)               |
| ------------------------- |
| Defensa y Justicia (37)   |
| SC Internacional (18)     |
| Atlético Mineiro (19)     |
| Santa Fe (21)             |
| Racing Club (22)          |
| LDU Quito (26)            |
| Universidad Católica (30) |
| Barcelona SC (31)         |

| Koszyk 3                    |
| Drużyna (M)                 |
| --------------------------- |
| CA Vélez Sarsfield (33)     |
| Sporting Cristal (35)       |
| América Cali (36)           |
| Fluminense FC (39)          |
| The Strongest (40)          |
| Universitario Deportes (46) |
| Deportivo Táchira (60)      |
| Argentinos Juniors (81)     |

| Koszyk 4                     |
| Drużyna (M)                  |
| ---------------------------- |
| Deportivo La Guaira (127)    |
| Unión La Calera (128)        |
| Always Ready (145)           |
| Rentistas (250)              |
| Atlético Nacional (7)        |
| Independiente del Valle (20) |
| Atlético Junior (27)         |
| Santos FC (9)                |

## Losowanie
Losowanie odbyło się 9 kwietnia w Luque w Paragwaju. Do startu w fazie grupowej uprawnione są 32 drużyny (w tym 4 zwycięzców III rundy kwalifikacyjnej oraz zwycięzca Copa Sudamericana z poprzedniego sezonu). W trakcie losowania zespoły zostały rozdzielone na 4 koszyki, następnie rozlosowane i podzielone na 8 grup po 4 drużyny każda. Do jednej grupy nie będą mogły trafić drużyny z tego samego koszyka i federacji, z wyjątkiem drużyn, które uzyskały awans z III rundy kwalifikacyjnej, ponieważ w momencie losowania nie były znane drużyny, które awansują z eliminacji.

## Terminarz
Kolejne kolejki zostały rozegrane według następującego harmonogramu:
| Runda    | Data losowania  | Data meczów         |                     |
| -------- | --------------- | ------------------- | ------------------- |
| Termin 1 | 9 kwietnia 2021 | 20–22 kwietnia 2021 | 20–22 kwietnia 2021 |
| Termin 2 | 9 kwietnia 2021 | 27–29 kwietnia 2021 | 27–29 kwietnia 2021 |
| Termin 3 | 9 kwietnia 2021 | 4-6 maja 2021       | 4-6 maja 2021       |
| Termin 4 | 9 kwietnia 2021 | 11-13 maja 2021     | 11-13 maja 2021     |
| Termin 5 | 9 kwietnia 2021 | 18-20 maja 2021     | 18-20 maja 2021     |
| Termin 6 | 9 kwietnia 2021 | 25-27 maja 2021     | 25-27 maja 2021     |

## Grupy
| Kolory w tabeli grup                                                 |
| -------------------------------------------------------------------- |
| Zespoły z miejsc 1. i 2. awansują do 1/8 finału                      |
| Zespół z miejsca 3. awansuje do drugiej rundy Copa Sudamericana 2021 |

Zasady ustalania kolejności w tabeli:
1. liczba zdobytych punktów w całej rundzie;
2. różnica bramek w całej rundzie;
3. łączna liczba bramek zdobytych w całej rundzie;
4. łączna liczba bramek zdobytych na wyjeździe w całej rundzie;
5. miejsce drużyny w rankingu CONMEBOL.

### Grupa A
| Lp. | Drużyna                      | M | Z | R | P | Bramki | Bramki | +/– | Pkt |
| --- | ---------------------------- | - | - | - | - | ------ | ------ | --- | --- |
| 1   | SE Palmeiras (A)             | 6 | 5 | 0 | 1 | 20     | 7      | +13 | 15  |
| 2   | Defensa y Justicia (A)       | 6 | 2 | 3 | 1 | 11     | 8      | +3  | 9   |
| 3   | Independiente del Valle (CS) | 6 | 1 | 2 | 3 | 8      | 11     | −3  | 5   |
| 4   | Universitario Deportes       | 6 | 1 | 1 | 4 | 6      | 19     | −13 | 4   |

|                         | PAL | DYJ | IDV | UND |
| ----------------------- | --- | --- | --- | --- |
| SE Palmeiras            | –   | 3:4 | 5:0 | 6:0 |
| Defensa y Justicia      | 1:2 | –   | 1:1 | 3:0 |
| Independiente del Valle | 0:1 | 1:1 | –   | 4:0 |
| Universitario Deportes  | 2:3 | 1:1 | 3:2 | –   |

| 22 kwietnia 2021 02:00 CET | Independiente del Valle · Ortiz 28' | 1:1(1:1)Raport | Defensa y Justicia · Rotondi 7' | Estadio Rodrigo Paz Delgado, Quito Sędzia: Mario Díaz de Vivar |
|                            |                                     |                |                                 |                                                                |

| 22 kwietnia 2021 02:00 CET | Universitario Deportes · Gutiérrez 65', 68' (k.) | 2:3(0:1)Raport | SE Palmeiras · Danilo 20' · Veiga 52' · Renan 90+5' | Estadio Monumental, Lima Sędzia: Christian Ferreyra |
|                            |                                                  |                |                                                     |                                                     |

| 28 kwietnia 2021 02:30 CET | SE Palmeiras · Rony 11', 74' · Luiz Adriano 20' · Patrick 65' · Danilo 81' | 5:0(2:0)Raport | Independiente del Valle | Allianz Parque, São Paulo Sędzia: Roberto Tobar |
|                            |                                                                            |                |                         |                                                 |

| 29 kwietnia 2021 00:00 CET | Defensa y Justicia · Pizzini 33' · Bou 71', 80' (k.) | 3:0(1:0)Raport | Universitario Deportes | Estadio Norberto Tomaghello, Florencio Varela Sędzia: Ángelo Hermosilla |
|                            |                                                      |                |                        |                                                                         |

| 5 maja 2021 02:30 CET | Defensa y Justicia · Tripichio 68' | 1:2(0:0)Raport | SE Palmeiras · Rony 47', 56' | Estadio Norberto Tomaghello, Florencio Varela Sędzia: Wilmar Roldán |
|                       |                                    |                |                              |                                                                     |

| 6 maja 2021 00:00 CET | Independiente del Valle · Sánchez 45+3', 73' · Murillo 61' · Ortiz 85' | 4:0(1:0)Raport | Universitario Deportes | Estadio Rodrigo Paz Delgado, Quito Sędzia: Andrés Cunha |
|                       |                                                                        |                |                        |                                                         |

| 12 maja 2021 02:30 CET | Independiente del Valle | 0:1(0:1)Raport | SE Palmeiras · Veiga 43' (k.) | Estadio Rodrigo Paz Delgado, Quito Sędzia: Jesús Valenzuela |
|                        |                         |                |                               |                                                             |

| 13 maja 2021 04:00 CET | Universitario Deportes · Quintero 45+5' | 1:1(1:0)Raport | Defensa y Justicia · Romero 53' | Estadio Monumental, Lima Sędzia: Nicolás Gallo |
|                        |                                         |                |                                 |                                                |

| 19 maja 2021 00:15 CET | SE Palmeiras · Zé Rafael 11' · Willian 35' · Scarpa 75' | 3:4(2:2)Raport | Defensa y Justicia · Bou 9', 27' · M. Rodríguez 52' · Romero 90+4' | Allianz Parque, São Paulo Sędzia: Andrés Cunha |
|                        |                                                         |                |                                                                    |                                                |

| 19 maja 2021 02:30 CET | Universitario Deportes · Valera 20', 48' · Quina 72' | 3:2(1:1)Raport | Independiente del Valle · Sánchez 8' · Ortiz 59' | Estadio Monumental, Lima Sędzia: Piero Maza |
|                        |                                                      |                |                                                  |                                             |

| 28 maja 2021 00:00 CET | SE Palmeiras · Viña 42' · Zé Rafael 45+2' · Gómez 55' · Willian 60' · Rony 77', 90' | 6:0(2:0)Raport | Universitario Deportes | Allianz Parque, São Paulo Sędzia: Cristian Garay |
|                        |                                                                                     |                |                        |                                                  |

| 28 maja 2021 00:00 CET | Defensa y Justicia · Romero 36' | 1:1(1:1)Raport | Independiente del Valle · Escobar 11' | Estadio Norberto Tomaghello, Florencio Varela Sędzia: Edina Alves |
|                        |                                 |                |                                       |                                                                   |

### Grupa B
| Lp. | Drużyna                | M | Z | R | P | Bramki | Bramki | +/– | Pkt |
| --- | ---------------------- | - | - | - | - | ------ | ------ | --- | --- |
| 1   | SC Internacional (A)   | 6 | 3 | 1 | 2 | 12     | 5      | +7  | 10  |
| 2   | Olimpia (A)            | 6 | 3 | 0 | 3 | 13     | 14     | −1  | 9   |
| 3   | Deportivo Táchira (CS) | 6 | 3 | 0 | 3 | 14     | 17     | −3  | 9   |
| 4   | Always Ready           | 6 | 2 | 1 | 3 | 8      | 11     | −3  | 7   |

|                   | IPA | OLA | DEP | ALR |
| ----------------- | --- | --- | --- | --- |
| SC Internacional  | –   | 6:1 | 4:0 | 0:0 |
| Olimpia           | 0:1 | –   | 6:2 | 2:1 |
| Deportivo Táchira | 2:1 | 3:2 | –   | 7:2 |
| Always Ready      | 2:0 | 1:2 | 2:0 | –   |

| 21 kwietnia 2021 00:15 CET | Always Ready · Saucedo 53' · Algarañaz 90+5' | 2:0(0:0)Raport | SC Internacional | Estadio Hernando Siles, La Paz Sędzia: Nicolás Gallo |
|                            |                                              |                |                  |                                                      |

| 21 kwietnia 2021 00:15 CET | Deportivo Táchira · Gómez 16' · Góndola 57' · Trejo 80' | 3:2(1:1)Raport | Olimpia · Sosa 14' · Torres 76' | Estadio Polideportivo de Pueblo Nuevo, San Cristóbal Sędzia: Esteban Ostojich |
|                            |                                                         |                |                                 |                                                                               |

| 28 kwietnia 2021 02:30 CET | SC Internacional · Cuesta 20' · Patrick 24' · Thiago Galhardo 43' · Yuri Alberto 75' | 4:0(3:0)Raport | Deportivo Táchira | Estádio Beira-Rio, Porto Alegre Sędzia: Andrés Matonte |
|                            |                                                                                      |                |                   |                                                        |

| 29 kwietnia 2021 04:00 CET | Olimpia · Santa Cruz 71' · Ortiz 80' | 2:1(0:0)Raport | Always Ready · Polenta 64' (sam.) | Estadio Defensores del Chaco, Asunción Sędzia: Nicolás Lamolina |
|                            |                                      |                |                                   |                                                                 |

| 6 maja 2021 02:00 CET | SC Internacional · Cuesta 29' · Edenílson 52' (k.) · Thiago Galhardo 64', 71' · Yuri Alberto 77' · Caio Vidal 80' | 6:1(1:0)Raport | Olimpia · D. González 86' (k.) | Estádio Beira-Rio, Porto Alegre Sędzia: Facundo Tello |
|                       | |                |                                |                                                       |

| 7 maja 2021 00:00 CET | Always Ready · Ovejero 24' · Mosquera 82' (k.) | 2:0(1:0)Raport | Deportivo Táchira | Estadio Hernando Siles, La Paz Sędzia: Andrés Matonte |
|                       |                                                |                |                   |                                                       |

| 12 maja 2021 00:15 CET | Deportivo Táchira · Hernández 77' · Cova 86' (k.) | 2:1(0:0)Raport | SC Internacional · Thiago Galhardo 52' (k.) | Estadio Polideportivo de Pueblo Nuevo, San Cristóbal Sędzia: Wilmar Roldán |
|                        |                                                   |                |                                             |                                                                            |

| 14 maja 2021 02:00 CET | Always Ready · Ramallo 42' | 1:2(1:1)Raport | Olimpia · W. González 23' · Silva 90+3' | Estadio Hernando Siles, La Paz Sędzia: Darío Herrera |
|                        |                            |                |                                         |                                                      |

| 20 maja 2021 04:00 CET | Deportivo Táchira · Góndola 12', 46' · Cova 24' (k.) · Chacón 37' · Gómez 44' · Covea 61' · Angarita 74' | 7:2(4:0)Raport | Always Ready · Vieira 55' · Mosquera 68' (k.) | Estadio Polideportivo de Pueblo Nuevo, San Cristóbal Sędzia: Jhon Ospina |
|                        | |                |                                               |                                                                          |

| 21 maja 2021 02:00 CET | Olimpia | 0:1(0:0)Raport | SC Internacional · Yuri Alberto 83' | Estadio Defensores del Chaco, Asunción Sędzia: Néstor Pitana |
|                        |         |                |                                     |                                                              |

| 27 maja 2021 00:00 CET | Olimpia · Ortiz 25', 82' · Quintana 31' · D. González 56' (k.) · Pitta 69' · Varela 71' (sam.) | 6:2(2:0)Raport | Deportivo Táchira · Trejo 61' · Angarita 76' | Estadio Defensores del Chaco, Asunción Sędzia: Diego Haro |
|                        |                                                                                                |                |                                              |                                                           |

| 27 maja 2021 00:00 CET | SC Internacional | 0:0(0:0)Raport | Always Ready | Estádio Beira-Rio, Porto Alegre Sędzia: Patricio Loustau |
|                        |                  |                |              |                                                          |

### Grupa C
| Lp. | Drużyna             | M | Z | R | P | Bramki | Bramki | +/– | Pkt |
| --- | ------------------- | - | - | - | - | ------ | ------ | --- | --- |
| 1   | Barcelona SC (A)    | 6 | 4 | 1 | 1 | 10     | 3      | +7  | 13  |
| 2   | CA Boca Juniors (A) | 6 | 3 | 1 | 2 | 6      | 2      | +4  | 10  |
| 3   | Santos FC (CS)      | 6 | 2 | 0 | 4 | 8      | 9      | −1  | 6   |
| 4   | The Strongest       | 6 | 2 | 0 | 4 | 4      | 14     | −10 | 6   |

|                 | BGU | BJU | SFC | SLP |
| --------------- | --- | --- | --- | --- |
| Barcelona SC    | –   | 1:0 | 3:1 | 4:0 |
| CA Boca Juniors | 0:0 | –   | 2:0 | 3:0 |
| Santos FC       | 0:2 | 1:0 | –   | 5:0 |
| The Strongest   | 2:0 | 0:1 | 2:1 | –   |

| 21 kwietnia 2021 00:15 CET | Santos FC | 0:2(0:0)Raport | Barcelona SC · Garcés 53' · Pará 69' (sam.) | Estádio Urbano Caldeira, Santos Sędzia: Andrés Matonte |
|                            |           |                |                                             |                                                        |

| 22 kwietnia 2021 00:00 CET | The Strongest | 0:1(0:1)Raport | CA Boca Juniors · Villa 7' | Estadio Hernando Siles, La Paz Sędzia: Jhon Ospina |
|                            |               |                |                            |                                                    |

| 28 kwietnia 2021 02:30 CET | CA Boca Juniors · Tevez 47' · Villa 69' | 2:0(0:0)Raport | Santos FC | Estadio Alberto J. Armando, Buenos Aires Sędzia: Jesús Valenzuela |
|                            |                                         |                |           |                                                                   |

| 29 kwietnia 2021 04:00 CET | Barcelona SC · Garcés 46' · Pineida 67' · Martínez 73' · Valverde 86' (sam.) | 4:0(0:0)Raport | The Strongest | Estadio Monumental Isidro Romero Carbo, Guayaquil Sędzia: Derlis López |
|                            |                                                                              |                |               |                                                                        |

| 5 maja 2021 00:15 CET | Santos FC · Marinho 1' · Gabriel Pirani 26' · Vinicius Balieiro 43' · Lucas Braga 59' · Kevin Malthus 83' | 5:0(3:0)Raport | The Strongest | Estádio Urbano Caldeira, Santos Sędzia: Cristian Garay |
|                       | |                |               |                                                        |

| 5 maja 2021 02:30 CET | Barcelona SC · Garcés 62' | 1:0(0:0)Raport | CA Boca Juniors | Estadio Monumental Isidro Romero Carbo, Guayaquil Sędzia: Andrés Rojas |
|                       |                           |                |                 |                                                                        |

| 12 maja 2021 00:15 CET | The Strongest · Reinoso 45+1', 65' | 2:0(1:0)Raport | Barcelona SC | Estadio Hernando Siles, La Paz Sędzia: Ángel Arteaga |
|                        |                                    |                |              |                                                      |

| 12 maja 2021 00:15 CET | Santos FC · Felipe Jonatan 41' | 1:0(1:0)Raport | CA Boca Juniors | Estádio Urbano Caldeira, Santos Sędzia: Christian Ferreyra |
|                        |                                |                |                 |                                                            |

| 19 maja 2021 00:15 CET | The Strongest · Reinoso 16' · Willie 23' | 2:1(2:0)Raport | Santos FC · Felipe Jonatan 64' | Estadio Hernando Siles, La Paz Sędzia: Diego Haro |
|                        |                                          |                |                                |                                                   |

| 21 maja 2021 02:00 CET | CA Boca Juniors | 0:0(0:0)Raport | Barcelona SC | Estadio Alberto J. Armando, Buenos Aires Sędzia: Wilmar Roldán |
|                        |                 |                |              |                                                                |

| 27 maja 2021 02:00 CET | CA Boca Juniors · Almendra 3' · Villa 44' · Valverde 56' (sam.) | 3:0(2:0)Raport | The Strongest | Estadio Alberto J. Armando, Buenos Aires Sędzia: Roberto Tobar |
|                        |                                                                 |                |               |                                                                |

| 27 maja 2021 02:00 CET | Barcelona SC · Díaz 15', 54' · Montaño 77' | 3:1(1:1)Raport | Santos FC · Kaio Jorge 45+2' | Estadio Monumental Isidro Romero Carbo, Guayaquil Sędzia: Andrés Rojas |
|                        |                                            |                |                              |                                                                        |

### Grupa D
| Lp. | Drużyna              | M | Z | R | P | Bramki | Bramki | +/– | Pkt |
| --- | -------------------- | - | - | - | - | ------ | ------ | --- | --- |
| 1   | Fluminense FC (A)    | 6 | 3 | 2 | 1 | 10     | 7      | +3  | 11  |
| 2   | River Plate (A)      | 6 | 2 | 3 | 1 | 7      | 7      | 0   | 9   |
| 3   | Atlético Junior (CS) | 6 | 1 | 4 | 1 | 6      | 6      | 0   | 7   |
| 4   | Santa Fe             | 6 | 0 | 3 | 3 | 4      | 7      | −3  | 3   |

|                 | FLU | RPL | ATJ | SFE |
| --------------- | --- | --- | --- | --- |
| Fluminense FC   | –   | 1:1 | 1:2 | 2:1 |
| River Plate     | 1:3 | –   | 2:1 | 2:1 |
| Atlético Junior | 1:1 | 1:1 | –   | 1:1 |
| Santa Fe        | 1:2 | 0:0 | 0:0 | –   |

| 23 kwietnia 2021 00:00 CET | Fluminense FC · Fred 66' | 1:1(0:1)Raport | River Plate · Montiel 13' (k.) | Maracanã, Rio de Janeiro Sędzia: Roberto Tobar |
|                            |                          |                |                                |                                                |

| 23 kwietnia 2021 04:00 CET | Atlético Junior · Hinestroza 31' | 1:1(1:1)Raport | Santa Fe · Osorio 35' (k.) | Stadion Metropolitalny im. Roberto Meléndeza, Barranquilla Sędzia: Jesús Valenzuela |
|                            |                                  |                |                            |                                                                                     |

| 29 kwietnia 2021 02:00 CET | Santa Fe · Giraldo 51' | 1:2(0:1)Raport | Fluminense FC · Fred 5', 46' | Estadio Centenario, Armenia Sędzia: Andrés Cunha |
|                            |                        |                |                              |                                                  |

| 29 kwietnia 2021 02:00 CET | River Plate · Martínez 29' · Álvarez 55' | 2:1(1:0)Raport | Atlético Junior · Borja 90+4' | Estadio Monumental Antonio Vespucio Liberti, Buenos Aires Sędzia: Juan Benítez |
|                            |                                          |                |                               |                                                                                |

| 7 maja 2021 02:00 CET | Santa Fe | 0:0(0:0)Raport | River Plate | Estadio General Pablo Rojas, Asunción Sędzia: Alexis Herrera |
|                       |          |                |             |                                                              |

| 7 maja 2021 02:00 CET | Atlético Junior · Borja 11' (k.) | 1:1(1:1)Raport | Fluminense FC · Kayky 20' | Estadio Monumental Isidro Romero Carbo, Guayaquil Sędzia: Julio Bascuñán |
|                       |                                  |                |                           |                                                                          |

| 13 maja 2021 02:00 CET | Fluminense FC · Fred 60' · Caio 77' | 2:1(0:0)Raport | Santa Fe · González 58' | Maracanã, Rio de Janeiro Sędzia: Eber Aquino |
|                        |                                     |                |                         |                                              |

| 13 maja 2021 02:00 CET | Atlético Junior · Borja 20' | 1:1(1:0)Raport | River Plate · Díaz 90+2' | Romelio Martínez Stadium, Barranquilla Sędzia: Esteban Ostojich |
|                        |                             |                |                          |                                                                 |

| 19 maja 2021 02:30 CET | Fluminense FC · Hernández 75' | 1:2(0:1)Raport | Atlético Junior · Valencia 35' · Cetré 50' | Maracanã, Rio de Janeiro Sędzia: Roberto Tobar |
|                        |                               |                |                                            |                                                |

| 20 maja 2021 02:00 CET | River Plate · Angileri 3' · Álvarez 6' | 2:1(2:0)Raport | Santa Fe · Osorio 73' | Estadio Monumental Antonio Vespucio Liberti, Buenos Aires Sędzia: Víctor Carrillo |
|                        |                                        |                |                       |                                                                                   |

| 26 maja 2021 00:15 CET | River Plate · Girotti 85' | 1:3(0:2)Raport | Fluminense FC · Caio 22' · Nenê 29' · Yago Felipe 90+2' | Estadio Monumental Antonio Vespucio Liberti, Buenos Aires Sędzia: Esteban Ostojich |
|                        |                           |                |                                                         |                                                                                    |

| 26 maja 2021 00:15 CET | Santa Fe | 0:0(0:0)Raport | Atlético Junior | Estadio Bellavista, Ambato Sędzia: Andrés Cunha |
|                        |          |                |                 |                                                 |

### Grupa E
| Lp. | Drużyna               | M | Z | R | P | Bramki | Bramki | +/– | Pkt |
| --- | --------------------- | - | - | - | - | ------ | ------ | --- | --- |
| 1   | Racing Club (A)       | 6 | 4 | 2 | 0 | 9      | 2      | +7  | 14  |
| 2   | São Paulo FC (A)      | 6 | 3 | 2 | 1 | 9      | 2      | +7  | 11  |
| 3   | Sporting Cristal (CS) | 6 | 1 | 1 | 4 | 3      | 10     | −7  | 4   |
| 4   | Rentistas             | 6 | 0 | 3 | 3 | 2      | 9      | −7  | 3   |

|                  | RAC | SPA | SCR | REN |
| ---------------- | --- | --- | --- | --- |
| Racing Club      | –   | 0:0 | 2:1 | 3:0 |
| São Paulo FC     | 0:1 | –   | 3:0 | 2:0 |
| Sporting Cristal | 0:2 | 0:3 | –   | 2:0 |
| Rentistas        | 1:1 | 1:1 | 0:0 | –   |

| 21 kwietnia 2021 02:30 CET | Sporting Cristal | 0:3(0:1)Raport | São Paulo FC · Santos 17' · Benítez 60' · Éder 81' | Stadion Narodowy w Limie, Lima Sędzia: Andrés Cunha |
|                            |                  |                |                                                    |                                                     |

| 22 kwietnia 2021 02:00 CET | Rentistas · Rodríguez 42' | 1:1(1:0)Raport | Racing Club · Cáceres 89' | Estadio Centenario, Montevideo Sędzia: Carlos Benítez |
|                            |                           |                |                           |                                                       |

| 30 kwietnia 2021 00:00 CET | Racing Club · Cáceres 13' · Chancalay 83' | 2:1(1:0)Raport | Sporting Cristal · Gonzales 52' | Estadio Juan Domingo Perón, Avellaneda Sędzia: Ángel Artega |
|                            |                                           |                |                                 |                                                             |

| 30 kwietnia 2021 02:00 CET | São Paulo FC · Pablo 38' · Reinaldo 90' (k.) | 2:0(1:0)Raport | Rentistas | Estádio do Morumbi, São Paulo Sędzia: Nicolás Gamboa |
|                            |                                              |                |           |                                                      |

| 6 maja 2021 00:00 CET | Racing Club | 0:0(0:0)Raport | São Paulo FC | Estadio Juan Domingo Perón, Avellaneda Sędzia: Piero Maza |
|                       |             |                |              |                                                           |

| 6 maja 2021 02:00 CET | Rentistas | 0:0(0:0)Raport | Sporting Cristal | Estadio Centenario, Montevideo Sędzia: Carlos Herrera |
|                       |           |                |                  |                                                       |

| 12 maja 2021 02:30 CET | Sporting Cristal | 0:2(0:0)Raport | Racing Club · Chancalay 74' · Piatti 76' | Stadion Narodowy w Limie, Lima Sędzia: Jhon Ospina |
|                        |                  |                |                                          |                                                    |

| 13 maja 2021 00:00 CET | Rentistas · R. González 13' | 1:1(1:1)Raport | São Paulo FC · Orejuela 4' | Estadio Centenario, Montevideo Sędzia: José Argote |
|                        |                             |                |                            |                                                    |

| 19 maja 2021 02:30 CET | São Paulo FC | 0:1(0:1)Raport | Racing Club · Novillo 28' | Estádio do Morumbi, São Paulo Sędzia: Jesús Valenzuela |
|                        |              |                |                           |                                                        |

| 20 maja 2021 00:00 CET | Sporting Cristal · Hohberg 41' · Távara 67' | 2:0(1:0)Raport | Rentistas | Stadion Narodowy w Limie, Lima Sędzia: Franklin Congo |
|                        |                                             |                |           |                                                       |

| 26 maja 2021 02:30 CET | São Paulo FC · B. Alves 25' · Rojas 68' · Bueno 70' | 3:0(1:0)Raport | Sporting Cristal | Estádio do Morumbi, São Paulo Sędzia: Wilmar Roldán |
|                        |                                                     |                |                  |                                                     |

| 26 maja 2021 02:30 CET | Racing Club · Chancalay 14', 50', 69' | 3:0(1:0)Raport | Rentistas | Estadio Juan Domingo Perón, Avellaneda Sędzia: Nicolás Gamboa |
|                        |                                       |                |           |                                                               |

### Grupa F
| Lp. | Drużyna                  | M | Z | R | P | Bramki | Bramki | +/– | Pkt |
| --- | ------------------------ | - | - | - | - | ------ | ------ | --- | --- |
| 1   | Argentinos Juniors (A)   | 6 | 4 | 0 | 2 | 7      | 3      | +4  | 12  |
| 2   | Universidad Católica (A) | 6 | 3 | 0 | 3 | 6      | 6      | 0   | 9   |
| 3   | Club Nacional (CS)       | 6 | 2 | 2 | 2 | 8      | 9      | −1  | 8   |
| 4   | Atlético Nacional        | 6 | 1 | 2 | 3 | 6      | 9      | −3  | 5   |

|                      | ARJ | UCS | CNA | ANM |
| -------------------- | --- | --- | --- | --- |
| Argentinos Juniors   | –   | 0:1 | 2:0 | 1:0 |
| Universidad Católica | 0:2 | –   | 3:1 | 2:0 |
| Club Nacional        | 2:0 | 1:0 | –   | 4:4 |
| Atlético Nacional    | 0:2 | 2:0 | 0:0 | –   |

| 21 kwietnia 2021 00:15 CET | Argentinos Juniors · Ávalos 25' · Herrera 88' | 2:0(1:0)Raport | Club Nacional | Estadio Diego Armando Maradona, Buenos Aires Sędzia: Víctor Carrillo |
|                            |                                               |                |               |                                                                      |

| 23 kwietnia 2021 02:00 CET | Atlético Nacional · Andrade 39' · Duque 45' | 2:0(2:0)Raport | Universidad Católica | Estadio Hernán Ramírez Villegas, Pereira Sędzia: Alexis Herrera |
|                            |                                             |                |                      |                                                                 |

| 29 kwietnia 2021 00:00 CET | Club Nacional · Bergessio 12', 51', 64' · Fernández 45+4' | 4:4(2:2)Raport | Atlético Nacional · Barrera 8', 85' · Andrade 45+2' · Orihuela 74' (sam.) | Estadio Gran Parque Central, Montevideo Sędzia: Augusto Aragón |
|                            |                                                           |                |                                                                           |                                                                |

| 30 kwietnia 2021 00:00 CET | Universidad Católica | 0:2(0:1)Raport | Argentinos Juniors · Florentín 23' · Hauche 51' | Estadio San Carlos de Apoquindo, Santiago Sędzia: Gery Vargas |
|                            |                      |                |                                                 |                                                               |

| 6 maja 2021 04:00 CET | Universidad Católica · Zampedri 30' (k.) · Valencia 59' · Montes 90+3' | 3:1(1:1)Raport | Club Nacional · Fernández 45+1' | Estadio San Carlos de Apoquindo, Santiago Sędzia: Anderson Daronco |
|                       |                                                                        |                |                                 |                                                                    |

| 7 maja 2021 00:00 CET | Atlético Nacional | 0:2(0:1)Raport | Argentinos Juniors · Ávalos 18', 80' | Estadio Manuel Ferreira, Asunción Sędzia: Jesús Valenzuela |
|                       |                   |                |                                      |                                                            |

| 13 maja 2021 00:00 CET | Argentinos Juniors | 0:1(0:0)Raport | Universidad Católica · Zampedri 74' | Estadio Diego Armando Maradona, Buenos Aires Sędzia: Wilton Sampaio |
|                        |                    |                |                                     |                                                                     |

| 13 maja 2021 04:00 CET | Atlético Nacional | 0:0(0:0)Raport | Club Nacional | Estadio Hernán Ramírez Villegas, Pereira Sędzia: Diego Haro |
|                        |                   |                |               |                                                             |

| 19 maja 2021 00:15 CET | Club Nacional · Ocampo 29' | 1:0(1:0)Raport | Universidad Católica | Estadio Gran Parque Central, Montevideo Sędzia: Raphael Claus |
|                        |                            |                |                      |                                                               |

| 21 maja 2021 00:00 CET | Argentinos Juniors · Herrera 90' | 1:0(0:0)Raport | Atlético Nacional | Estadio Diego Armando Maradona, Buenos Aires Sędzia: Bruno Arleu |
|                        |                                  |                |                   |                                                                  |

| 27 maja 2021 04:00 CET | Club Nacional · Bergessio 73' · Ocampo 84' | 2:0(0:0)Raport | Argentinos Juniors | Estadio Gran Parque Central, Montevideo Sędzia: Eber Aquino |
|                        |                                            |                |                    |                                                             |

| 27 maja 2021 04:00 CET | Universidad Católica · Aued 9' · Valencia 79' | 2:0(1:0)Raport | Atlético Nacional | Estadio San Carlos de Apoquindo, Santiago Sędzia: Wilton Sampaio |
|                        |                                               |                |                   |                                                                  |

### Grupa G
| Lp. | Drużyna                | M | Z | R | P | Bramki | Bramki | +/– | Pkt |
| --- | ---------------------- | - | - | - | - | ------ | ------ | --- | --- |
| 1   | CR Flamengo (A)        | 6 | 3 | 3 | 0 | 14     | 9      | +5  | 12  |
| 2   | CA Vélez Sarsfield (A) | 6 | 3 | 1 | 2 | 10     | 8      | +2  | 10  |
| 3   | LDU Quito (CS)         | 6 | 2 | 2 | 2 | 15     | 13     | +2  | 8   |
| 4   | Unión La Calera        | 6 | 0 | 2 | 4 | 8      | 17     | −9  | 2   |

|                    | FLA | VSA | LDU | ULC |
| ------------------ | --- | --- | --- | --- |
| CR Flamengo        | –   | 0:0 | 2:2 | 4:1 |
| CA Vélez Sarsfield | 2:3 | –   | 3:1 | 2:1 |
| LDU Quito          | 2:3 | 3:1 | –   | 5:2 |
| Unión La Calera    | 2:2 | 0:2 | 2:2 | –   |

| 21 kwietnia 2021 02:30 CET | CA Vélez Sarsfield · Janson 21', 54' | 2:3(1:1)Raport | CR Flamengo · Arão 43' · Gabriel Barbosa 62' (k.) · De Arrascaeta 80' | Estadio José Amalfitani, Buenos Aires Sędzia: Wilmar Roldán |
|                            |                                      |                |                                                                       |                                                             |

| 22 kwietnia 2021 04:00 CET | Unión La Calera · A. Vilches 18', 70' | 2:2(1:0)Raport | LDU Quito · Arce 51', 83' | Estadio Municipal Nicolás Chahuán Nazar, La Calera Sędzia: Gery Vargas |
|                            |                                       |                |                           |                                                                        |

| 28 kwietnia 2021 00:15 CET | LDU Quito · Martínez Borja 28', 53' · Zunino 64' | 3:1(1:1)Raport | CA Vélez Sarsfield · Galdames 42' | Estadio Rodrigo Paz Delgado, Quito Sędzia: Diego Haro |
|                            |                                                  |                |                                   |                                                       |

| 28 kwietnia 2021 00:15 CET | CR Flamengo · Gabriel Barbosa 31', 79' · De Arrascaeta 34' · Pedro 85' | 4:1(2:0)Raport | Unión La Calera · Sáez 57' | Maracanã, Rio de Janeiro Sędzia: José Argote |
|                            |                                                                        |                |                            |                                              |

| 5 maja 2021 00:15 CET | Unión La Calera | 0:2(0:1)Raport | CA Vélez Sarsfield · Bouzat 38' · Orellano 90+5' | Estadio Municipal Nicolás Chahuán Nazar, La Calera Sędzia: Kevin Ortega |
|                       |                 |                |                                                  |                                                                         |

| 5 maja 2021 02:30 CET | LDU Quito · Martínez Borja 50' · Amarilla 61' | 2:3(0:2)Raport | CR Flamengo · Gabriel Barbosa 3', 85' (k.) · Bruno Henrique 30' | Estadio Rodrigo Paz Delgado, Quito Sędzia: Esteban Ostojich |
|                       |                                               |                |                                                                 |                                                             |

| 12 maja 2021 02:30 CET | Unión La Calera · Martínez 8' · Arão 27' (sam.) | 2:2(2:1)Raport | CR Flamengo · Gabriel Barbosa 31' (k.) · Arão 77' | Estadio Municipal Nicolás Chahuán Nazar, La Calera Sędzia: Andrés Rojas |
|                        |                                                 |                |                                                   |                                                                         |

| 14 maja 2021 00:00 CET | CA Vélez Sarsfield · Almada 45' · Janson 69' · Mancuello 90+3' | 3:1(1:0)Raport | LDU Quito · Zunino 78' | Estadio José Amalfitani, Buenos Aires Sędzia: Andrés Matonte |
|                        |                                                                |                |                        |                                                              |

| 20 maja 2021 00:00 CET | CA Vélez Sarsfield · Tarragona 2' · Almada 39' | 2:1(2:1)Raport | Unión La Calera · J. Vargas 5' | Estadio José Amalfitani, Buenos Aires Sędzia: Derlis López |
|                        |                                                |                |                                |                                                            |

| 20 maja 2021 02:00 CET | CR Flamengo · Pedro 32' · Gustavo Henrique 88' | 2:2(1:1)Raport | LDU Quito · Guerra 35' · Julio 60' | Maracanã, Rio de Janeiro Sędzia: Alexis Herrera |
|                        |                                                |                |                                    |                                                 |

| 28 maja 2021 02:00 CET | CR Flamengo | 0:0(0:0)Raport | CA Vélez Sarsfield | Maracanã, Rio de Janeiro Sędzia: Leodán González |
|                        |             |                |                    |                                                  |

| 28 maja 2021 02:00 CET | LDU Quito · Fernández 15' (sam.) · Amarilla 28', 33' · Arce 58', 60' | 5:2(3:0)Raport | Unión La Calera · Sáez 54', 90+2' | Estadio Rodrigo Paz Delgado, Quito Sędzia: Carlos Betancur |
|                        |                                                                      |                |                                   |                                                            |

### Grupa H
| Lp. | Drużyna              | M | Z | R | P | Bramki | Bramki | +/– | Pkt |
| --- | -------------------- | - | - | - | - | ------ | ------ | --- | --- |
| 1   | Atlético Mineiro (A) | 6 | 5 | 1 | 0 | 15     | 3      | +12 | 16  |
| 2   | Cerro Porteño (A)    | 6 | 3 | 1 | 2 | 4      | 5      | −1  | 10  |
| 3   | América Cali (CS)    | 6 | 1 | 1 | 4 | 5      | 9      | −4  | 4   |
| 4   | Deportivo La Guaira  | 6 | 0 | 3 | 3 | 2      | 9      | −7  | 3   |

|                     | ATM | CER | AMC | DLG |
| ------------------- | --- | --- | --- | --- |
| Atlético Mineiro    | –   | 4:0 | 2:1 | 4:0 |
| Cerro Porteño       | 0:1 | –   | 1:0 | 0:0 |
| América Cali        | 1:3 | 0:2 | –   | 3:1 |
| Deportivo La Guaira | 1:1 | 0:1 | 0:0 | –   |

| 22 kwietnia 2021 00:00 CET | Deportivo La Guaira · Martínez 20' | 1:1(1:0)Raport | Atlético Mineiro · Zaracho 65' | Estadio Olímpico w Caracas, Caracas Sędzia: Facundo Tello |
|                            |                                    |                |                                |                                                           |

| 22 kwietnia 2021 04:00 CET | América Cali | 0:2(0:1)Raport | Cerro Porteño · Morales 29' · Cardozo 90' | Estadio Alfonso López, Bucaramanga Sędzia: Fernando Echenique |
|                            |              |                |                                           |                                                               |

| 28 kwietnia 2021 00:15 CET | Atlético Mineiro · Hulk 59' (k.), 63' | 2:1(0:0)Raport | América Cali · Sánchez 77' | Estádio Mineirão, Belo Horizonte Sędzia: Daniel Fedorczuk |
|                            |                                       |                |                            |                                                           |

| 29 kwietnia 2021 00:00 CET | Cerro Porteño | 0:0(0:0)Raport | Deportivo La Guaira | Estadio General Pablo Rojas, Asunción Sędzia: Darío Herrera |
|                            |               |                |                     |                                                             |

| 5 maja 2021 00:15 CET | Atlético Mineiro · Hulk 9', 45+1' · Savarino 73' · Vargas 90+2' | 4:0(2:0)Raport | Cerro Porteño | Estádio Mineirão, Belo Horizonte Sędzia: Néstor Pitana |
|                       |                                                                 |                |               |                                                        |

| 7 maja 2021 04:00 CET | Deportivo La Guaira | 0:0(0:0)Raport | América Cali | Estadio Olímpico w Caracas, Caracas Sędzia: Andrés Merlos |
|                       |                     |                |              |                                                           |

| 13 maja 2021 02:00 CET | Deportivo La Guaira | 0:1(0:1)Raport | Cerro Porteño · Aquino 28' (k.) | Estadio Olímpico w Caracas, Caracas Sędzia: Facundo Tello |
|                        |                     |                |                                 |                                                           |

| 14 maja 2021 02:00 CET | América Cali · Moreno 24' | 1:3(1:1)Raport | Atlético Mineiro · Hulk 21' · Arana 54' · Vargas 90+7' | Romelio Martínez Stadium, Barranquilla Sędzia: Andrés Cunha |
|                        |                           |                |                                                        |                                                             |

| 20 maja 2021 02:00 CET | Cerro Porteño | 0:1(0:0)Raport | Atlético Mineiro · Keno 90+2' | Estadio General Pablo Rojas, Asunción Sędzia: Esteban Ostojich |
|                        |               |                |                               |                                                                |

| 20 maja 2021 04:00 CET | América Cali · Ramos 21' (k.), 72' · Moreno 55' | 3:1(1:1)Raport | Deportivo La Guaira · Ortiz 30' | Estadio Ramón Tahuichi Aguilera, Santa Cruz Sędzia: Darío Herrera |
|                        |                                                 |                |                                 |                                                                   |

| 26 maja 2021 02:30 CET | Cerro Porteño · Giménez 5' | 1:0(1:0)Raport | América Cali | Estadio General Pablo Rojas, Asunción Sędzia: Néstor Pitana |
|                        |                            |                |              |                                                             |

| 26 maja 2021 02:30 CET | Atlético Mineiro · Savarino 28' · Marrony 44' · Hulk 50' · Nathan 90+4' | 4:0(2:0)Raport | Deportivo La Guaira | Estádio Mineirão, Belo Horizonte Sędzia: Nicolás Lamolina |
|                        |                                                                         |                |                     |                                                           |